# 부산교통공사 1000호대 전동차
부산교통공사 1000호대 전동차는 1985년 7월 20일 부산 도시철도 1호선 개통과 함께 도입된 부산교통공사의 도시 철도 입선용 통근형 전동차 차량이다. 초퍼제어 전동차편성 1개 편성, 가변 전압 가변 주파수 제어 전동차편성 50개 편성으로, 현재 총 8량 51개 편성(408량)이 운행하고 있다. 개통 당시 초창기엔 6량으로 운행됐으나, 1984년 3월~1997년 6월 8량화 사업 이후, 현재는 8량으로 운행하고 있다.

## 기술적 사양

### 대한민국최초의 중형, 자동운전전동차
1984년 12월, 대한민국 최초의 중형전동차이자 스테인레스 철도차량이며(스테인레스강은 마루베니사에서 공급했으며, 4차 도입분부터는 모두 현대정공에서 담당), 대한민국에서 마지막으로 도입된 전기자 초퍼 제어 차량이다. 2500V 1000A급 역도통 사이리스터 소자를 사용한, 프레온 비등 냉각식 전기자 초퍼 제어를 사용했으며. 측면에 요철이 많은 형태인 콜게이트 스테인리스 차체를 채택했다. 아날로그 ATC와 함께, 신호를 수신하여 운전을 제어한 TIS 장치를 가지고 있어 ATO 자동운전이 가능하다.
이 외에도, 국내 최초로 보조전원장치를 전동발전기(MG,MA)가 아닌 정지형 인버터(SIV)로 채택 및 쪽유리(상부계폐)형태의 고무창틀을 채용했다.

### 차체, 제동장치
- 1세대 전동차(초창기 도입분)의 차체는 STS304 계열의 스테인레스 스틸을 채택했으며, 측면에 스팟용접 흔적을 가리기 위해 요철이 많은 형태인 콜게이트 판을 덧대는 방식으로 되어있다. 제동장치는 회생제동이 가능한 독일 KNORR사의 전기지령식 제동장치를 사용한다.
- 2세대 전동차의 차체는 STS301L 계열의 경량 고장력 스테인레스 스틸을 채택했으며, 이는 다른 경량 고장력 스테인레스 스틸차체도 마찬가지다. 제동장치는 유진기공의 전기지령식 제동장치를 사용한다.

### 주행부,대차
전동차들의 MT 비율은 5:5, 4:6이 일반적인데, 이 전동차는 6M 2T 8량 편성이라는 MT 비율로 편성당 출력이 높은 편이며, 이로 인해 기동시 가속도가 다른 전동차들에 비해 빠른 편이다(3.6km/h/s). 2015년부터 도입된 2세대 차량은 4M 4T로 조성되나, 가속력은 3.6km/h/s를 그대로 유지한다. 1호선의 선구사정상 곡선반경이 좁고 급구배가 많아, 이에 따른 감속운행으로 인한 에너지 손실 및 운행시간 지연등을 방지하기 위하여, 사이리스터 초퍼 제어에 회생 제동과 발전 제동을 동시에 사용할 수 있도록 M1객차 하부에 Chopper저항기를 다수 배치하였다. 대차는 세브론 고무를 사용한 다이렉트 마운트 에어스프링의 볼스터 대차(ND-317형)를 사용하고 있다. 그러나 2기형은 고정축거(대차의 앞 차축에서 뒷 차축까지의 거리)가 2200mm인 DT50형태의 대차를 사용한다.

### 실내 구성
대한민국의 전동차들 중 유일무이하게 3도어 전동차며, 실내 좌석의 배치는 4-10-10-4식의 배치로 되어 있다. 이는 설계 당시 일본에서 보편화됐던(도쿄지하철 히비야선, 신케이세이전철) 18미터급 차체에 측면 3도어 설계를 그대로 적용했기 때문이다. 그러나 2세대 열차의 실내 좌석의 배치는 4-9-9-4식이며 3세대 열차의 실내 좌석의 배치는 4-8-8-4식이다.
- 4차 도입차량을 제외한 전 차량이 쪽유리(상부계폐형) 구조였으나, 2004년부터 2005년까지 시행된 내장재 개조사업으로 인해 노약자석 창문을 제외한 모든 창문이 통유리(밀폐형)로 교체됐다.
- 1984년부터 1988년까지 도입된 초·중기 도입차량은 객차 간 통로문이 양문형 구조에 도어 램프도 1등식이었으나, 1991년 이후의 후기 도입차량은 일반적인 단문형 출입문 및 3등식 도어 램프로 변경됐다. 초·중기 도입차량은 LED 안내기가 달려 있지 않았으나 8량화 사업이후 새로 장착됐다.
- 초창기 도입차량 중에서도, 106~109, 113, 116, 121, 125, 130~131편성의 객차 간 통로문은, 8량 장대화 사업으로 인하여 5·7차 도입분의 중간차량이 혼합된 관계로 운전실이 있는 1·8호차의 경우 양문형, 중간차량의 경우 단문형 통로문으로 구성되어있으나, 2세대 차량부턴 객실간 자동통로문이 설치됐다.(단, 117 편성은 1991년 4차 도입때 새로 신조됐기 때문에 단문형으로 이루어져 있다.) 또한 101~105, 110~112, 114~115, 118~120, 122~124, 126~129편성은 18량 모두 초창기 도입분 차량인 관계로 모두 양문형으로 구성되어 있다.

## 8량화 사업 및 조성현황
1990년대 초반 이용객 증가로 날마다 심해진 전동차 혼잡도 완화 차원에서, 1994년~1997년까지 전 편성 8량화를 완료하였다. 이 과정에서 많은 편성들의 조성이 뒤바뀌었다.

## 도입 과정

### 현대정공제작차량
1987년 2단계 개통까지의 반입차량들은 동래역까지 철로 운송을 한후 트레일러로 운반했으며, 이후 차량들은 철로 운송으로 경부선과 연결된 부산진역 반입선을 통해 도입됐다.

#### 101~124편성(총 24편성,1984년3월~1986년)
- 철로 운송: 현대정공(현.현대로템) 창원 공장→동해선 동래역 구내
- 육로 운송: 동래역 구내→트레일러 환적 후 육로 이송→노포차량기지

#### 신 117편성, 125~145편성(총 21편성,1987년~1997년6월)
- 철로 운송: 현대정공(현.현대로템) 창원 공장→경부선 부산진역→부산 도시철도 1호선 도시철도 부산진역→노포차량기지

### 현대로템제작차량

#### 146~151편성(총 6편성,2015년10월 31일~2016년3월 1일) / 신 101~신 111편성 (11편성,2017년10월 31일~2018년2월 1일,2020년6월 3일~9월 1일)
- 철로 운송: 현대로템 창원공장→경부선 부산진역→부산 도시철도 1호선 부산진역→노포차량기지

2세대 열차는 신평~다대포해수욕장역 연장 구간 배차 대응과 초창기에 도입된 노후 차량 교체용으로 제작됐다. 146~151편성은 부산교통공사 3000호대 전동차, 대구교통공사 2000호대 전동차, 신분당선 D000호대 전동차, 공항철도 직통열차, 공항철도 2000호대 전동차와 소리가 흡사하고 동일한 타입으로 구성됐으며, 101~111편성은 일본 도시바가 독자 개발한 PMSM(영구자석 동기전동기) 기반의 VVVF-IGBT 인버터를 채용해, 게이힌 급행 전철 1000형 전동차를 비롯한 큐슈여객철도 305계 전동차과 흡사한 구동음이다. 그 외에도 기존의 현대정공 제작차량과는 달리 현대로템 제작차량은 운전실에 CCTV 감시용 모니터가 설치됐다.

### 조선공사 제작차량 (12량)
조선공사 다대포 공장에서 노포차량기지까지 육로 운송에 많은 제약이 있어 해상 운송으로 동백섬까지 운반 후, 트레일러로 노포기지까지 이동한 방식으로 반입됐다.
- 해상 운송: 조선공사 다대포 공장→해운대 동백섬
- 육로 운송: 해운대 동백섬→트레일러 환적 후 육로이송→노포차량기지

### 우진산전제작차량

#### 112~145편성(총 34편성,2023년6월 1일~2026년)
- 철로 운송: 우진산전 증평공장→경부선 부산진역→부산 도시철도 1호선 부산진역→노포차량기지
- 육로 운송: 우진산전 증평공장→트레일러 환적 후 육로 이송→노포차량기지

3세대 열차는 노후 차량 대차분으로 제작됐다.

## 편성
8량 1편성으로 구성되어 있다. 차량 자체는 서울지하철처럼 10량으로 증결이 가능하나, 승강장에 스크린도어를 설치할 때 미사용 구간을 통유리와 기계실로 막아버렸기 때문에 8량으로는 증결할 수 있으나 10량으로는 증결할 수 없다.

#### Unit 구조
6M2T/4M4T 구조로, 총 3개 Unit으로 구성되어 있다.
- Chopper제어 전동차: 1C8M 제어(M1 동력객차에 장착된 Chopper제어장치 1개가 M1~M2 견인전동기 8개를 일괄제어)
- VVVF-IGBT 제어 전동차: 1C4M 2군제어(M1 동력객차에 장착된 2개의 VVVF제어장치가 각각 M1~M2 견인전동기 8개를 4개씩 일괄제어)

#### 편성도(Chopper제어)
부산교통공사에선 M'객차를 M1, M 객차를 M2로 지칭하며, 하단에도 이를 적용했다.
|       | ◇◇                              |                                 | ◇◇                              |                                 | ◇◇                              |                                 | ◇◇                              |  |  |
| 10XX  | 11XX                            | 12XX                            | 13XX                            | 14XX                            | 17XX                            | 18XX                            | 19XX                            |  |  |
| Tc    | M1                              | M2                              | M1                              | M2                              | M1                              | M2                              | Tc                              |  |  |
| ←노포 | ※XX는 편성 번호 다대포해수욕장→ | ※XX는 편성 번호 다대포해수욕장→ | ※XX는 편성 번호 다대포해수욕장→ | ※XX는 편성 번호 다대포해수욕장→ | ※XX는 편성 번호 다대포해수욕장→ | ※XX는 편성 번호 다대포해수욕장→ | ※XX는 편성 번호 다대포해수욕장→ |  |  |

| 객차번호 | 구성                                              |
| -------- | ------------------------------------------------- |
| 10XX     | Tc(운전실,방송장치,ATC,ATO장치)                   |
| 11XX     | M1(팬터그래프,추진제어장치,견인전동기(TM))        |
| 12XX     | M2(보조전원장치,공기압축기,축전지,견인전동기(TM)) |
| 13XX     | M1(팬터그래프,추진제어장치,견인전동기(TM))        |
| 14XX     | M2(보조전원장치,공기압축기,축전지,견인전동기(TM)) |
| 17XX     | M1(팬터그래프,추진제어장치,견인전동기(TM))        |
| 18XX     | M2(보조전원장치,공기압축기,축전지,견인전동기(TM)) |
| 19XX     | Tc(운전실,방송장치,ATC,ATO장치)                   |

#### 편성도(VVVF제어)
부산교통공사에서는 M'객차를 M1, M 객차를 M2로 지칭하며, 하단에도 이를 적용하였다.
|       | ◇◇                              |                                 | ◇◇                              |                                 | ◇◇                              |                                 | ◇◇                              |  |  |
| 10XX  | 11XX                            | 12XX                            | 13XX                            | 14XX                            | 17XX                            | 18XX                            | 19XX                            |  |  |
| Tc    | M1                              | M2                              | T                               | T                               | M1                              | M2                              | Tc                              |  |  |
| ←노포 | ※XX는 편성 번호 다대포해수욕장→ | ※XX는 편성 번호 다대포해수욕장→ | ※XX는 편성 번호 다대포해수욕장→ | ※XX는 편성 번호 다대포해수욕장→ | ※XX는 편성 번호 다대포해수욕장→ | ※XX는 편성 번호 다대포해수욕장→ | ※XX는 편성 번호 다대포해수욕장→ |  |  |

| 객차번호 | 구성                                              |
| -------- | ------------------------------------------------- |
| 10XX     | Tc(운전실,방송장치,ATC,ATO장치)                   |
| 11XX     | M1(팬터그래프,추진제어장치,견인전동기(TM))        |
| 12XX     | M2(보조전원장치,공기압축기,축전지,견인전동기(TM)) |
| 13XX     | T(팬터그래프,추진제어장치,견인전동기(TM))         |
| 14XX     | T(보조전원장치,공기압축기,축전지,견인전동기(TM))  |
| 17XX     | M1(팬터그래프,추진제어장치,견인전동기(TM))        |
| 18XX     | M2(보조전원장치,공기압축기,축전지,견인전동기(TM)) |
| 19XX     | Tc(운전실,방송장치,ATC,ATO장치)                   |

## 배속
- 101~105, 110~112, 114~115, 117~131, 149~151편성: 노포차량기지, 8량
- 106~109, 113, 116, 132~148편성: 신평차량기지, 8량

106~109편성과 113, 116편성의 경우 과거엔 노포차량기지 소속이었으나, 현재는 신평차량기지 소속으로 이관됐으며, 117편성은 1991년 신조 당시 다른 4차 도입분과 마찬가지로 신평차량기지 소속이었으나, 현재는 1~3차 도입분과 같은 노포차량기지 소속으로 이관됐다. 중검수는 모두 노포차량기지에서 이뤄진다.

## 현재 운행 구간
- ● 부산 도시철도 1호선: 다대포해수욕장~노포

## 현황
현재 운행 중인 차량은 굵은 글씨로 표시했다.
아래 표의 도입년도는 차량 1개 편성에서 가장 연식이 오래 된 객차를 기준으로 나타낸 것이며, 8량 증결 사업으로 인하여 연식이 다른 동력객차가 섞여 있는 편성이 많기 때문에 이에 대한 조성현황은 위의 도표를 참조하기 바란다. 2027년까지 내구연한 만료로 운행을 중단할 예정이다.

### 1세대분
| 차호        | 도입 시기 | 운행 중단 시기 | 비고 |
| ----------- | --------- | -------------- | --- |
| 구 101 편성 | 1984년    | 2018년         | 부산 최초의 전동차라는 상징을 가지고 있어, 차량기지에 보존되어 있다. 2000년 6월 탈선 사고를 겪었다.            |
| 구 102 편성 | 1984년    | 2018년         | |
| 구 103 편성 | 1984년    | 2018년         | |
| 구 104 편성 | 1984년    | 2018년         | |
| 구 105 편성 | 1984년    | 2018년         | 오송기지로 회송됐다가 부산진역으로 다시 회송한 적이 있다.                                                      |
| 구 106 편성 | 1984년    | 2023년         | 편성번호가 112편성으로 변경됐으며 탈선 사고를 겪었다.                                                          |
| 구 107 편성 | 1984년    | 2023년         | 편성번호가 114편성으로 바뀌었다.                                                                               |
| 구 108 편성 | 1985년    | 2024년         | 편성번호가 115편성으로 바뀌었다.                                                                               |
| 구 109 편성 | 1985년    | 2024년         | 편성번호가 118편성으로 바뀌었다.                                                                               |
| 구 110 편성 | 1985년    | 2021년         | 2015년 11월 신형 냉방기로 개조되었다.                                                                          |
| 구 111 편성 | 1985년    | 2021년         | 2015년 11월 신형 냉방기로 개조되었다.                                                                          |
| 구 112 편성 | 1985년    | 2021년         | 2015년 11월 신형 냉방기로 개조되었다.                                                                          |
| 구 113 편성 | 1985년    | 2023년         | |
| 구 114 편성 | 1985년    | 2021년         | 2015년 11월 신형 냉방기로 개조되었다.                                                                          |
| 구 115 편성 | 1986년    | 2021년         | 2015년 11월 신형 냉방기로 개조되었다.                                                                          |
| 구 116 편성 | 1986년    | 2024년         | |
| 구 117 편성 | 1991년    | 2024년         | 1990년 남산역에서 일어난 전동차 추돌 사고로 폐차되었다. 2015년 10월 신형 냉방기로 개조되었다.                  |
| 구 118 편성 | 1986년    | 2021년         | 2015년 9월 신형 냉방기로 개조되었다.                                                                           |
| 구 119 편성 | 1986년    | 2024년         | 2015년 7월 신형 냉방기로 개조가 이루어졌다.                                                                    |
| 구 120 편성 | 1986년    | 2024년         | 2015년 7월 신형 냉방기로 개조가 이루어졌다.                                                                    |
| 구 121 편성 | 1986년    | 2026년 예정    | 추진제어장치가 사이리스터 초퍼 제어에서 현대로템 VVVF-IGBT(IPM)로 바뀌었다.                                    |
| 구 122 편성 | 1986년    | 2024년         | 2015년 9월 신형 냉방기로 개조되었다.                                                                           |
| 구 123 편성 | 1987년    | 2024년         | 2015년 9월 신형 냉방기로 개조되었다.                                                                           |
| 구 124 편성 | 1987년    | 2024년         | 2015년 7월 신형 냉방기로 바뀌었다.                                                                             |
| 구 125 편성 | 1987년    | 2026년 예정    | 추진제어장치가 사이리스터 초퍼 제어에서 현대로템 VVVF-IGBT(IPM)로 바뀌었다. 2015년 8월 신형 냉방기로 바뀌었다. |
| 구 126 편성 | 1987년    | 2024년         | 2015년 8월 신형 냉방기로 바뀌었다.                                                                             |
| 구 127 편성 | 1987년    | 2024년         | 2015년 9월 신형 냉방기로 바뀌었다.                                                                             |
| 구 128 편성 | 1987년    | 2024년         | 2015년 9월 신형 냉방기로 바뀌었다.                                                                             |
| 구 129 편성 | 1987년    | 2024년         | 2015년 7월 신형 냉방기로 시범 교체했다.                                                                        |
| 구 130 편성 | 1988년    | 2026년 예정    | 추진제어장치가 사이리스터 초퍼 제어에서 현대로템 VVVF-IGBT(IPM)로 바뀌었다.                                    |
| 구 131 편성 | 1988년    | 2026년 예정    | 추진제어장치가 사이리스터 초퍼 제어에서 현대로템 VVVF-IGBT(IPM)로 바뀌었다.                                    |
| 구 132 편성 | 1991년    | 2024년         | |
| 구 133 편성 | 1991년    | 2026년 예정    | 추진제어장치가 사이리스터 초퍼 제어에서 현대로템 VVVF-IGBT(IPM)로 바뀌었다.                                    |
| 구 134 편성 | 1991년    | 2026년 예정    | 추진제어장치가 사이리스터 초퍼 제어에서 현대로템 VVVF-IGBT(IPM)로 바뀌었다.                                    |
| 구 135 편성 | 1991년    | 2024년         | |
| 구 136 편성 | 1991년    | 2025년         | |
| 구 137 편성 | 1994년    | 2025년         | |
| 구 138 편성 | 1994년    | 2025년         | |
| 139 편성    | 1994년    | 2027년 예정    | 추진제어장치가 사이리스터 초퍼 제어에서 현대로템 VVVF-IGBT(IPM)로 바뀌었다.                                    |
| 구 140 편성 | 1994년    | 2025년         | |
| 구 141 편성 | 1994년    | 2025년         | |
| 142 편성    | 1994년    | 2027년 예정    | 추진제어장치가 사이리스터 초퍼 제어에서 현대로템 VVVF-IGBT(IPM)로 바뀌었다.                                    |
| 구 143 편성 | 1994년    | 2025년         | |
| 구 144 편성 | 1994년    | 2025년 예정    | |
| 145 편성    | 1997년    | 2027년 예정    | 추진제어장치가 사이리스터 초퍼 제어에서 현대로템 VVVF-IGBT(IPM)로 바뀌었다.                                    |

### 2세대분
| 차호     | 도입 시기 | 운행 중단 시기 | 비고 |
| -------- | --------- | -------------- | ---- |
| 101 편성 | 2017년    | 운행 중        |      |
| 102 편성 | 2017년    | 운행 중        |      |
| 103 편성 | 2017년    | 운행 중        |      |
| 104 편성 | 2018년    | 운행 중        |      |
| 105 편성 | 2018년    | 운행 중        |      |
| 106 편성 | 2020년    | 운행 중        |      |
| 107 편성 | 2020년    | 운행 중        |      |
| 108 편성 | 2020년    | 운행 중        |      |
| 109 편성 | 2020년    | 운행 중        |      |
| 110 편성 | 2020년    | 운행 중        |      |
| 111 편성 | 2020년    | 운행 중        |      |
| 146 편성 | 2015년    | 운행 중        |      |
| 147 편성 | 2015년    | 운행 중        |      |
| 148 편성 | 2015년    | 운행 중        |      |
| 149 편성 | 2016년    | 운행 중        |      |
| 150 편성 | 2016년    | 운행 중        |      |
| 151 편성 | 2016년    | 운행 중        |      |

### 3세대분
| 차호     | 도입 시기   | 운행 중단 시기 | 비고                                            |
| -------- | ----------- | -------------- | ----------------------------------------------- |
| 112 편성 | 2023년      | 운행 중        |                                                 |
| 113 편성 | 2023년      | 운행 중        |                                                 |
| 114 편성 | 2023년      | 운행 중        |                                                 |
| 115 편성 | 2023년      | 운행 중        |                                                 |
| 116 편성 | 2023년      | 운행 중        |                                                 |
| 117 편성 | 2024년      | 운행 중        | 공장에서 시운전 도중 탈선사고를 당한 적이 있다. |
| 118 편성 | 2023년      | 운행 중        |                                                 |
| 119 편성 | 2024년      | 운행 중        |                                                 |
| 120 편성 | 2024년      | 운행 중        |                                                 |
| 121 편성 | 2025년 예정 | 도입 예정      |                                                 |
| 122 편성 | 2024년      | 운행 중        |                                                 |
| 123 편성 | 2024년      | 운행 중        |                                                 |
| 124 편성 | 2024년      | 운행 중        |                                                 |
| 125 편성 | 2025년 예정 | 제작 예정      |                                                 |
| 126 편성 | 2024년      | 운행 중        |                                                 |
| 127 편성 | 2024년      | 운행 중        |                                                 |
| 128 편성 | 2024년      | 운행 중        |                                                 |
| 129 편성 | 2024년      | 운행 중        |                                                 |
| 130 편성 | 2025년 예정 | 제작 예정      |                                                 |
| 131 편성 | 2025년 예정 | 제작 예정      |                                                 |
| 132 편성 | 2024년      | 운행 중        |                                                 |
| 133 편성 | 2026년 예정 | 제작 예정      |                                                 |
| 134 편성 | 2026년 예정 | 제작 예정      |                                                 |
| 135 편성 | 2024년      | 운행 중        |                                                 |
| 136 편성 | 2024년      | 운행 중        |                                                 |
| 137 편성 | 2024년      | 운행 중        |                                                 |
| 138 편성 | 2024년      | 운행 중        |                                                 |
| 139 편성 | 2026년 예정 | 제작 예정      |                                                 |
| 140 편성 | 2025년      | 운행 중        |                                                 |
| 141 편성 | 2025년      | 운행 중        |                                                 |
| 142 편성 | 2026년 예정 | 제작 예정      |                                                 |
| 143 편성 | 2025년      | 운행 중        |                                                 |
| 144 편성 | 2025년      | 운행 예정      |                                                 |
| 145 편성 | 2026년 예정 | 제작 예정      |                                                 |

## 내장재 교체 사업(2004~2005년)
2003년 2월 18일 대구 지하철 화재 참사를 계기로 강화된 철도차량의 내연기준으로 인해 전 차량이 내장재 교체사업을 받았으며, 교체 사업은 SLS중공업(101~104편성)과 로윈(105~145편성)이 참여했다. 운전실 내장재는 교체되지 않았다. 4차 도입차량을 제외한 전 차량이 쪽유리(상부계폐형) 구조로 이뤄졌으나, 내장재 교체 사업 이후, 노약자석 창문을 제외한 모든 창문이 통유리(밀폐형)로 바뀌었으며, 전면 행선안내기도 롤지방식에서 LED방식으로 교체했다.

## 전동차대수선 사업
2011~2014년 간 연이어 터진 전동차 화재사고를 계기로, 1호선 전 차량에 대한 대수선 사업을 실시했다.

#### 회로 차단기(단류기) 교체
- 2011년 10월 31일 범내골역 화재사고 보고서에서 지적된 회로차단기 구조적 문제로 말미암아, 추진제어장치 교체사업으로 지정된 7차 도입분 전동차를 제외한 모든 전동차의 회로 차단기를 우진산전 제품으로 교체했다. 그러나 이후 2014년 7월 17일 발생한 시청역 화재사고에서 교체된 회로 차단기가 제 역할을 하지 못하면서 부실교체 의혹이 끊이질 않았다.

#### 지붕도막재 재도포 및 다이어프램(연결통로막) 교체
- 2012년 8월 27일 대티역 화재사고 보고서에서 지적된 절연, 불연성이 떨어지던 전동차 도막재 및 다이어프램 문제로 인해, 절연성이 강화된 도막재를 도포 및 불연성 다이어프램으로 교체했다.

#### 보조전원장치 (SIV) 교체사업
- DCH 방식 보조전원장치의 노후화와 1차 도입분 차량에 장착된 GTO 방식 보조전원장치의 부품단종으로 8차 도입분 12개편성에 한해 보조전원장치가 교체했다.
- 보조전원장치 개조사업 대상으로 현재 139편성을 시작으로 7차 도입분 9개편성(125~126, 129~130, 133~134, 137~138, 142~143, 147~148편성)의 보조전원장치를 기존 DCH 방식에서 IGBT 방식으로 교체했다.

#### 추진제어장치 교체사업(완료)
- 기존 Chopper 제어장치의 노후화와 부품단종으로 인해 부품확보가 어려워짐에 따라, 총 9개 편성이 현대로템 VVVF-IGBT(IPM) 방식으로 부품 교체가 이루어졌으며, 9개 편성의 추진제어장치 교체 사업이 마무리 됐다.

소자교체시기 (현재 12개 전 편성 개조 완료)
- 2015년 9월: 125, 137, 143편성 Chopper 방식에서 VVVF-IGBT 방식으로 교체 및 신차에 사용된 신형 LED 전조등 교체, 운전실 개조
- 2015년 12월: 129편성 Chopper 방식에서 VVVF-IGBT 방식으로 교체 및 신차에 사용된 신형 LED 전조등 교체, 운전실 개조
- 2016년 5월: 126, 133~134편성 Chopper 방식에서 VVVF-IGBT 방식으로 교체 및 신차에 사용된 신형 LED 전조등 교체, 운전실 개조
- 2016년 11월: 130, 144편성 마지막으로 Chopper 방식에서 VVVF-IGBT 방식으로 교체 및 신차에 사용된 신형 LED 전조등 교체, 운전실 개조
- 현재 125~126, 129~130, 133~134, 137~138, 143~144편성이 추진제어장치의 노후화로, Chopper 제어방식의 소자에서 현대로템의 자사 VVVF-IGBT(IPM) 제어방식의 소자로 교체되어 시운전을 걸쳐 운행 중이다. 신분당선 및 서울교통공사 일부 전동차 등 현대로템 IPM을 사용하던 자사 차량들과 구동음이 동일하고 같은 소자를 사용했다.

#### 운전실 개조 사업(완료)
- 2016년 2월경부터 134편성 전동차가 기존 백열구 전조등에서 신차에 사용된 신형 LED 전조등으로 교체됨과 동시에 운전실이 신차 수준으로 시범 개조되었다.
- 134편성을 시작으로 현재 113~145편성 총 36개 전 편성이 기존 백열구 전조등에서 신차에 사용된 신형 LED 전조등으로 교체됨과 동시에 운전실이 신차 수준으로 완전히 개조됐다.

#### 객실 통로문 개방화사업(전 편성 완료)
- 2~7호차 통로문을 제외한 나머지 통로문들을 없애고 밀폐공사를 통해 소음을 줄인 통로문 개방화사업이 진행됐고, 현재 45개 전 편성의 통로문 개방이 완료됐다.

#### 기존LCD(LED) 안내기에서 신형LED안내기 교체(완료)
- 2016년 10월경부터 108편성(현.115편성) 전동차가 2세대분 열차에 사용된 신형 LED 안내기로 시범 교체됐다.
- 108편성(현.115편성)을 시작으로 현재 (구.101)~145편성 전편성 전동차가 기존 LCD(LED)안내기에서 2세대분 열차에 사용된 신형 LED로 완전히 교체했다. 구 101~구 105편성은 향후 5년 내로 신형전동차 교체 예정이라 제외된 편성이었지만 구 101~구 105편성도 같이 신형 LED 안내기 교체를 받았다.

#### 냉방장치 교체 사업(완료)
- 1호선 전동차는 3종류의 냉방기를 사용했는데, 1~3차 도입당시 들여온 사다리꼴, 둥근 형태의 냉방기는 1개의 압축기가 장착된 냉방기고(1-comp), 4차 이후 들여온 둥근 형태의 냉방기는 2-comp식이다. 이 중 1991년 이전에 생산된 1~3차 도입분 전동차들과 117편성의 1-comp식 냉방장치를 캐리어 사의 냉방장치로 교체했다.(다만 7차 도입분 객차가 끼어있는 125편성과 1991년에 신조된 117편성은 2-comp식이다.)
- 110~112, 114~115, 117~120, 122~129편성의 냉방장치 교체가 확인됐다.
- 1호선의 기존 냉방장치가 2015년 7월 129편성을 시작으로 2015년 11월까지 노포소속 17개 편성의 기존냉방장치가 신형 냉방장치로 교체 완료됐다.
- 2015년 9월: 122~129편성 교체완료
- 2015년 10월: 117~120편성 교체완료
- 2015년 11월: 110~112, 114~115편성 교체완료

- 1차 도입분(1985년 도입분): 110~112, 114편성(총 4개 편성 교체완료)
- 2차 도입분(1986년 도입분): 115, 118~120, 122편성(총 5개 편성 교체완료)
- 3차 도입분(1987년 도입분): 123~129편성(총 7개 편성 교체완료)
- 4차 도입분(1991년 도입분): 131편성(총 1개 편성 교체완료)

## 향후 방향
도시철도법 및 철도안전법상 규정된 전동차의 내구 연한이 25년이므로, 원래대로라면 2009년부터 초창기 도입분의 내구 연한이 완전히 경과 되어 차량의 대폐차가 이루어져야 했다. 이에 대해 부산교통공사 측은 기술 발전으로 인하여 현재의 법정 내구 연한보다 더 오래 사용할 수 있으며, 전체  편성을 교체하는 데 약 3600억원의 투자 비용이 만만치 않게 들어가기 때문에, 재원이 부족하다는 이유로 내구 연한을 연장해야 한다고 거듭 주장했지만, 부산교통공사 측에서는 안전 진단을 통하여 추가로 5년을 더 사용할 계획이 있다.
더욱이, 부산광역시와 부산교통공사는 이후에도 정부에 내구 연한 연장을 요구했으며, 이에 국토교통부는 2009년 1월 16일 전동차를 최대 40년까지 사용할 수 있도록 도시철도법 및 세부 규칙 개정안을 입법예고 했고, 1984년~1985년 사이에 제작한 전동차는 2009년 3월 19일 공포되어 시행에 들어갔다.
법 시행 이후, 부산교통공사 측에서는 전동차를 최장 40년까지 내구 연한을 연장해 사용하게 됐다. 하지만 2009년 내구 연한 5년 연장 확정 및 2012년 내구 연한 제도가 아예 폐지되면서 더 이상의 추가 도입분이 없을 것으로 예상됐으나, 2013년 부산교통공사에서 다대포 연장개통 대비용 신차 6편성의 예산이 반영, 확정되어 별 문제가 없다면 즉시 차량 구매 절차에 들어갈 수도 있다고 한다.
2014년 6월 2일 부산교통공사는 다대포 연장에 대비한 신형 전동차의 차량은 차세대 전동차인 AUTS를 기반으로 제작 된다고 한다. 하지만 실제로 나온 차량은 한국형 표준 전동차기반에 부분적으로 AUTS의 기술이 적용된 형태 디자인을 최종 확정했다.
시제품은 2014년 9월에 만들어졌으며, 2015년 하반기부터 2016년 3월까지 6편성의 전동차 제작을 완료했으며, 문제는 신차 구매 예산에 대한 재원이 부족한 상황 속에서, 부산교통공사 사장은 대차 계획을 발표하면서 국비 지원을 호소했다.
2015년 2월 2일 부산시장이 신차 교체비를 적극 충당할 것을 약속하여 부담을 어느 정도 덜 것으로 보이며, 2015년 2월 25일 현대로템 창원공장에서 목업 열차 총평회를 열었다. 부산교통공사는 2015년 11월에 첫 차량을 도입하여 성능 실험 후 순차적으로 열차를 도입하여, 당초 2017년 상반기부터 투입한단 계획을 발표했으나 실제로는 2016년 하반기부터 본선에 투입됐다.

## 같이 보기
- 부산교통공사
- 부산 도시철도 1호선
- 부산교통공사 2000호대 전동차
- 부산교통공사 3000호대 전동차